# Gölpazarı
Gölpazarı là một huyện thuộc tỉnh Bilecik, Thổ Nhĩ Kỳ. Huyện có diện tích 592 km² và dân số thời điểm năm 2007 là 11860 người, mật độ 20 người/km².